# Чумовица (деревня)
 Чумовица  — опустевшая деревня в Лузском муниципальном округе Кировской области.

## География
Расположена на расстоянии примерно 6 км на запад по прямой от деревни Папулово.

## История
Известна с 1620 года как деревня с 2 дворами, в 1748 20 душ мужского пола. В 1859 году дворов 13 и жителей 114, в 1926 42 и 236, в 1950 20 и 38, в 1989 22 жителя. С 2006 по 2020 год находилась в составе Папуловского сельского поселения.

## Население
| 2010 |
| ---- |
| 0    |

Постоянное население составляло 11 человек (русские 100%) в 2002 году, 0 в 2010.